# The Submarine Kid
The Submarine Kid is een Amerikaanse dramafilm uit 2015 geregisseerd door Eric Bilitch, naar een scenario van Bilitch en hoofdrolspeler Finn Wittrock.

## Verhaal
De film gaat over een getraumatiseerde marinier die terug is uit Afghanistan en een jonge vrouw ontmoet. Zij laat hem kennis maken met een stripverhaal uit de jaren 50 dat hem aanspreekt.

## Rolverdeling
- Finn Wittrock als Spencer Koll
- Emilie de Ravin als Alice
- Jack Coleman als Mr. Koll
- Nancy Travis als Mrs. Koll